# Wöbbel
Wöbbel ist ein Ortsteil der Stadt Schieder-Schwalenberg im Kreis Lippe, Nordrhein-Westfalen und grenzt an die Stadt Steinheim im Kreis Höxter.

## Geschichte
Wöbbel wird zwischen 826 und 876 als Wegballidi erstmals schriftlich erwähnt.
Bis zur Eingemeindung am 1. Januar 1970 war Wöbbel eine selbstständige Gemeinde im Kreis Detmold. Dieser wurde zum 1. Januar 1973 aufgelöst und mit dem Kreis Lemgo zum Kreis Lippe zusammengeschlossen.

## Religion
Die Evangelische Kirche Wöbbel gehört zur Klasse Blomberg der Lippischen Landeskirche.

## Bauwerke
Die evangelische Kirche wurde erstmals 1231 erwähnt und ist Johannes dem Täufer geweiht. Der untere Bereich des Turmes stammt aus dem 12. Jahrhundert. In der Romanik wurden die Rundbogenfenster mit Säulen und Schießscharten auf diese Basis aufgesetzt. Im 16. Jahrhundert folgte der spätgotische Treppengiebel. Das alte Hauptschiff war im 17. Jahrhundert baufällig geworden, so dass man es abriss und bis 1699 neu errichtete. Die Einrichtung der Kirche wie Kanzel und Orgelempore stammen aus dieser Zeit, ebenso ein Epitaph des Domänenverwalters Neuburg.
Das Schloss Wöbbel wurde Ende des 17. Jahrhunderts errichtet und befindet sich heute in Privatbesitz.

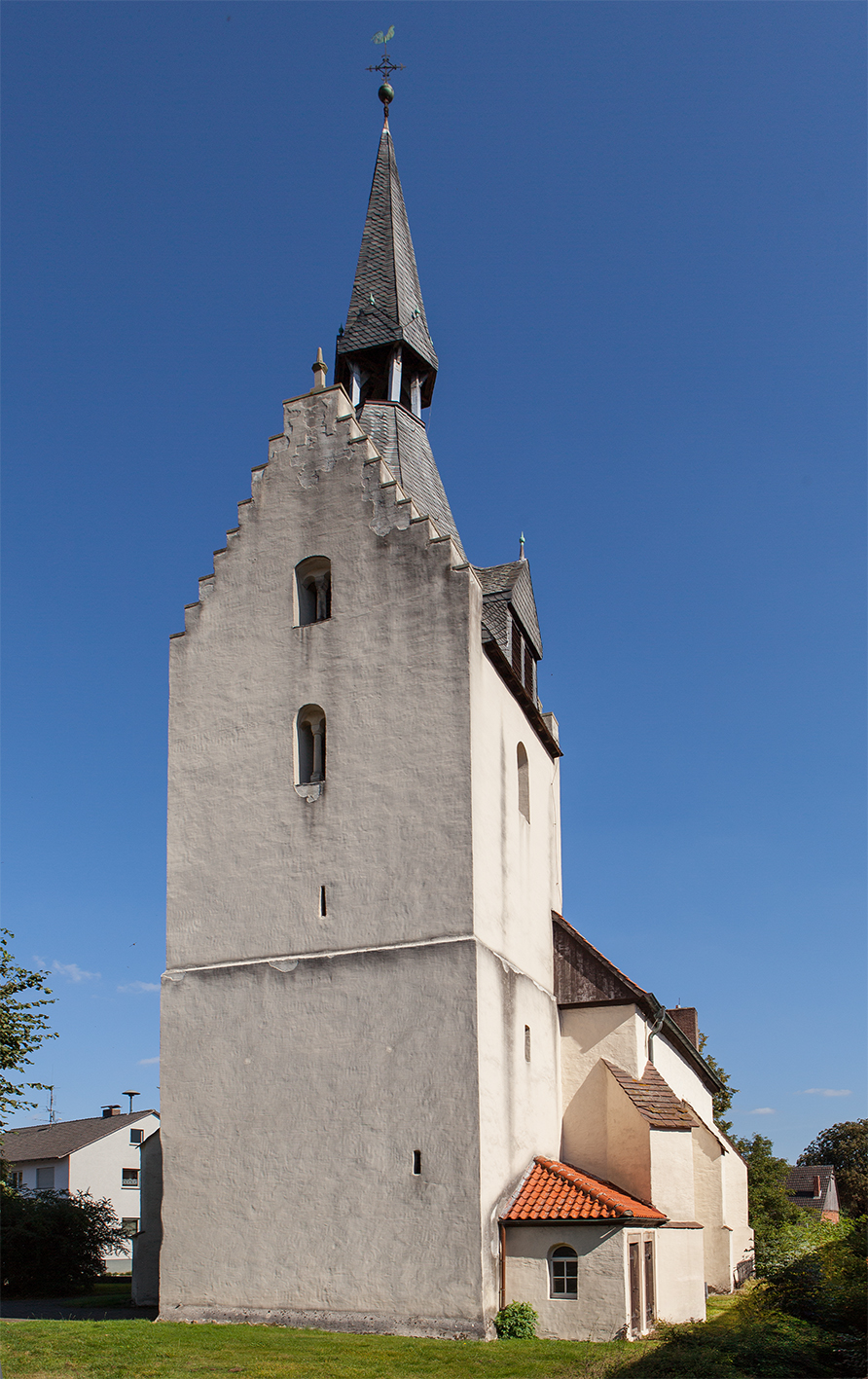
Evangelische Kirche Wöbbel
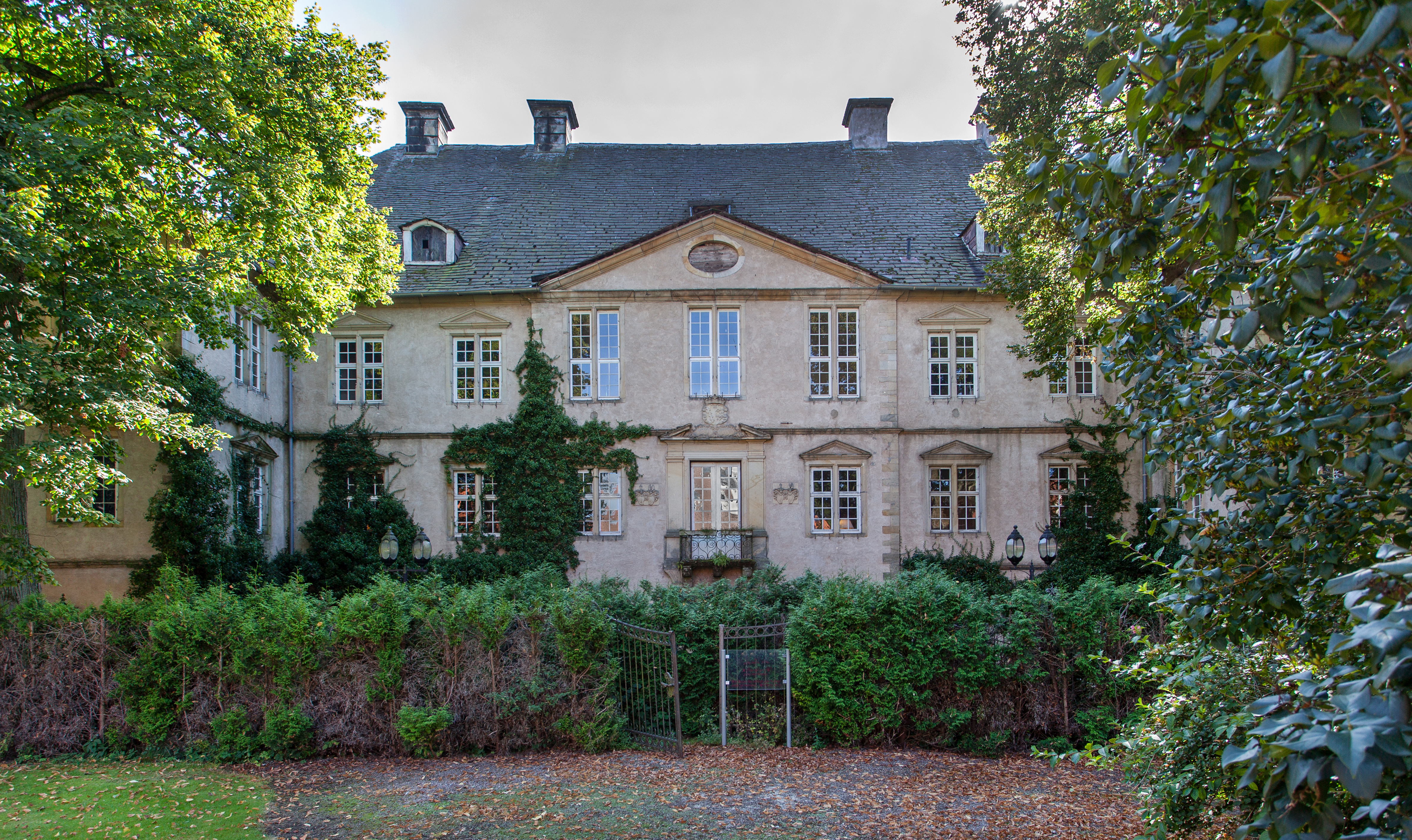
Schloss Wöbbel
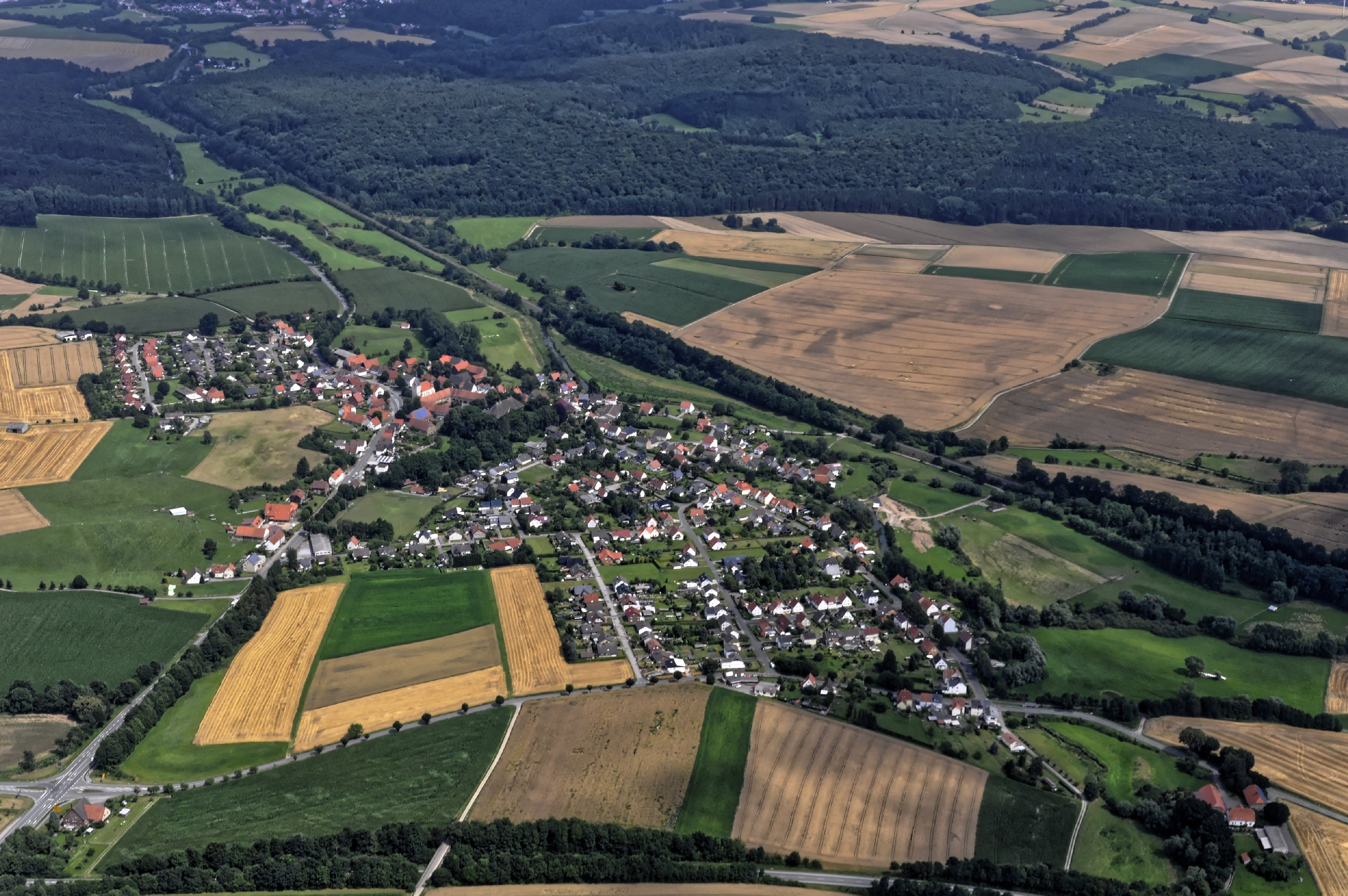
Wöbbel von oben